# 銅禁
銅禁（どうきん）は、前近代の中国で行われていた銅の所有・銅製品の製造・加工などを禁じる政策。

## 概要
文献上確認できる最初の例は、新の始建国元年（9年）のことで、五銖銭を廃止して新貨幣を発行する際に盗鋳防止のために行われた。
時代をおいて唐の時代に入ると、銅の価格が安値で安定しているのに対して、官が発行する開元通宝はコストがかかり、なおかつ需要に対する鋳造量が少なかった。このため、民間が本物と全く同じ開元通宝を私鋳しても採算が取れてしまう状況になってしまった。この事態に対応するために、開元11年（723年）に開元通宝の材料である銅及び錫の民間での売買禁止と銅器の製造禁止が行われた。
ところが両税法の導入以後、貨幣での納税が原則とされたため、それまで貨幣経済との関係が希薄であった農村部を含めた大量の銅銭需要が発生し、官がその需要を賄うことが不可能となった。また、民間においては銅の売買は禁止されても銅器・銅製品の使用までは禁止することは出来なかったため、価値が高くなった銅銭を私銷（ししょう）して銅材に還して密売する者もいた。そこで、民間の蓄銭や銅器の所有自体を禁止する一方、両税の納付に絹帛を混ぜる「銭帛兼行」の措置などが取られた。また、各地の銅山の官営化も推進され、民間への銅の流出を抑制する措置も取られた。そして、会昌5年（845年）に武宗によって行われた会昌の廃仏では、4600にも及ぶ寺院が破却され、そこにあった仏像や仏具などの銅製品が溶かされて「会昌開元」と称される新しい銅銭の原料とされた。
この方針は五代の王朝や宋でも継承された。会昌の廃仏とともに「三武一宗の法難」に数えられている顕徳2年（955年）に行われた後周世宗による後周の廃仏でも、仏像や仏具などの銅製品が溶かされて新貨幣周元通宝の原料とされた。また、これと並行して朝廷で用いる法物を例外として全ての銅器の製造・中止を禁止して、民間の銅や採掘された銅は全て国が買い上げることとした。1斤（約640g）あたり熟銅は150文・生銅（未精錬銅）は100文で国家で買い上げられ、2年後の顕徳4年（957年）には、それぞれ1斤あたり50文引き上げられた上に、銅鉱石自体も130文で買い上げられることとなった。宋では銅銭の国外持ち出しを禁じる「銭禁」の措置も取られた。銅禁は王朝の貨幣制度、更には財政制度の根幹に関わる銅銭の安定的供給を図るための制度であり、違反者は厳罰に処せられた。
ただし、王安石の新法が実施された熙寧7年（1074年）から元豊8年（1085年）にかけて、一時的に銅禁・銭禁を解除して物資調達の円滑化を図ったものの、銭荒が深刻化したために「旧法派」とされる司馬光が政権を取ると廃止された。
その後も銅禁政策自体は継続されたものの、北宋後期以後の会子（紙幣）への移行、明代における銀使用への転換の中で次第にその意義を低下させていくことになった。